# Nordland II
Nordland II — музичний альбом гурту Bathory. Виданий 31 березня 2003 року лейблом Black Mark Production. Загальна тривалість композицій становить 63:23. Альбом відносять до напрямку вікінг-метал.

## Список пісень
Автор музики і слів Quorthon. 
| #     | Назва                                      | Тривалість |
| ----- | ------------------------------------------ | ---------- |
| 1.    | «Fanfare»                                  | 3:37       |
| 2.    | «Blooded Shore»                            | 5:46       |
| 3.    | «Sea Wolf»                                 | 5:26       |
| 4.    | «Vinland»                                  | 6:39       |
| 5.    | «The Land»                                 | 6:23       |
| 6.    | «Death and Resurrection of a Northern Son» | 8:30       |
| 7.    | «The Messenger»                            | 10:02      |
| 8.    | «Flash of the Silverhammer»                | 4:09       |
| 9.    | «The Wheel of Sun»                         | 12:27      |
| 10.   | «Outro»                                    | 0:24       |
| 63:23 |                                            |            |